# Nicoleta Albu
Nicoleta Albu (ur. 10 sierpnia 1988 w Braile) – rumuńska wioślarka.

## Osiągnięcia
- Mistrzostwa Świata Juniorów – Banyoles 2004 – czwórka bez sternika – 5. miejsce[1].
- Mistrzostwa Świata Juniorów – Brandenburg 2005 – dwójka bez sternika – 1. miejsce[1].
- Mistrzostwa Świata Juniorów – Brandenburg 2005 – ósemka – 2. miejsce[1].
- Mistrzostwa Świata Juniorów – Amsterdam 2006 – dwójka bez sternika – 3. miejsce[1].
- Mistrzostwa Świata U-23 – Glasgow 2007 – dwójka bez sternika – 2. miejsce[1].
- Mistrzostwa Europy – Poznań 2007 – dwójka bez sternika – 3. miejsce[1].
- Puchar Świata 2008:
  - I etap: Monachium – dwójka bez sternika – 11. miejsce[1].
- Mistrzostwa Świata U-23 – Brandenburg 2008 – dwójka bez sternika – 1. miejsce[1].
- Puchar Świata 2009:
  - II etap: Monachium – ósemka – 3. miejsce[1].
  - II etap: Monachium – dwójka bez sternika – brak[2][1].
  - III etap: Lucerna – ósemka – 1. miejsce[1].
- Mistrzostwa Świata U-23 – Račice 2009 – dwójka bez sternika – 1. miejsce[1].
- Mistrzostwa Świata – Poznań 2009 – dwójka bez sternika – 2. miejsce[1].
- Mistrzostwa Świata – Poznań 2009 – ósemka – 2. miejsce[1].
- Mistrzostwa Europy – Brześć 2009 – dwójka bez sternika – 1. miejsce[1].
- Mistrzostwa Europy – Montemor-o-Velho 2010 – dwójka bez sternika – 1. miejsce[1].
- Mistrzostwa Europy – Montemor-o-Velho 2010 – ósemka – 1. miejsce[1].